# Bauhinia natalensis
Bauhinia natalensis är en ärtväxtart som beskrevs av William Jackson Hooker. Bauhinia natalensis ingår i släktet Bauhinia och familjen ärtväxter. Inga underarter finns listade i Catalogue of Life.